# County Longford
County Longford (irsk: Contae an Longfoirt) er et county i Republikken Irland, hvor det ligger i provinsen Leinster.
County Longford omfatter et areal på 1.091 km² med en samlet befolkning på 34.361 (2006). 
Det administrative county-center ligger i byen Longford.
- Wikimedia Commons har flere filer relateret til County Longford

53°40′00″N 7°45′00″V / 53.666666666667°N 7.75°V